# Terrinches
Terrinches – gmina w Hiszpanii, w prowincji Ciudad Real, w Kastylii-La Mancha, o powierzchni 55,52 km². W 2011 roku gmina liczyła 883 mieszkańców.